# Jinhua (socken i Kina, Henan)
Jinhua (kinesiska: 金华, 金华乡) är en socken i Kina. Den ligger i provinsen Henan, i den centrala delen av landet, omkring 240 kilometer sydväst om provinshuvudstaden Zhengzhou. Antalet invånare är 44588. Befolkningen består av 21 596 kvinnor och 22 992 män. Barn under 15 år utgör 21,0 %, vuxna 15-64 år 69 %, och äldre över 65 år 8,0 %.
Genomsnittlig årsnederbörd är 906 millimeter. Den regnigaste månaden är augusti, med i genomsnitt 164 mm nederbörd, och den torraste är december, med 9 mm nederbörd.